# Pisz
Pisz (în trecut Jańsbork, germană Johannisburg) este un oraș în Polonia.